# 이 뒤에 따라서 이 때문에
이 뒤에 따라서 이 때문에 (post hoc ergo propter hoc)는 어느 사상이 다른 사상의 뒤에 일어난 것을 파악하고, 앞의 사상이 원인이 되어 뒤의 사상이 일어났다고 판단하는 오류 (인과의 오류)이다. 영어에서는, “post hoc”, “false cause”, “conditional correlation”, “correlation not causation” 등이라고도 한다. 전후관계와 인과관계의 혼동. 상관관계의 순서가 별로 중시되지 않는 '상관은 인과를 나타내지 않는다'와는 미묘하게 다르다.
이 뒤에 따라서 이 때문에는, 시계열에 인과 관계가 있다고 보는 점으로 잘못이 되는 경향이 있다. 오류는, 인과관계를 부정하는 다른 요인을 무시해, 사상의 순서에만 기초를 두고 결론을 이끄는 것으로 생긴다. 가까운 곳에서는, 미신이나 주술적 사고의 상당수는 이 오류로 분류된다.

## 형식
이 뒤에 따라서 이 때문에는 이하와 같은 형식에서 나타낼 수 있다.
- A가 발생해, 그 후 B가 발생했다.
- 따라서, A가 원인이 되어 B가 일어났다.

B가 바람직하지 않은 사상인 경우, 이 형식을 역전시키는 것이 많다. 즉, 'B를 막기 위해서는 A를 막으면 좋다'라는 형식이다.

## 예
Attacking Faulty Reasoning  (T. Edward Damer, Third Edition p. 131) :
| “ | I can't help but think that you are the cause of this problem; we never had any problem with the furnace until you moved into the apartment." The manager of the apartment house, on no stated grounds other than the temporal priority of the new tenant's occupancy, has assumed that the tenant's presence has some causal relationship to the furnace's becoming faulty. | ” |

'나는 당신이 문제의 원인이라고 생각하지 않을 수 없다. 당신이 이 아파트에 이사해 올 때까지 난방 설비에는 아무 문제도 없었다' 이 아파트의 주인은, 새로운 입주자가 입주하고 나서 문제가 일어났다는 전후관계만을 근거로서 난방 설비가 고장난 것과 인과관계가 있다고 가정했다.
With Good Reason (S. Morris Engel, Fifth Edition p. 165) :
| “ | More and more young people are attending high schools and colleges today than ever before. Yet there is more juvenile delinquency and more alienation among the young. This makes it clear that these young people are being corrupted by their education. | ” |

고등학교나 대학에의 진학율은 전에 없이 높아졌다. 그런데도, 소년 범죄나 문제를 떠안은 젊은이는 일찍이보다 많다. 젊은이가 교육에 의해서 타락 당하고 있는 것은 명백하다.

## 같이 보기
- 상관은 인과를 나타내지 않는다
- 회귀의 오류
- 인과
- 미신
- 주술적 사고
- 카고 컬트
- 연쇄 반응
- 도미노 쓰러뜨려
- 나비 효과
- 게이트웨이 드러그
- 앞뒤 관계와 인과관계